# Eleonora (Schiff, 2000)
Die Segelyacht Eleonora ist ein exakter Nachbau des Schoners Westward, der am 31. März 1910 als Baunummer 692 auf der Werft Herreshoff Manufacturing Co. in Bristol, Rhode Island, vom Stapel lief. Die Westward wurde von dem berühmten Yachtdesigner Nathanael Herreshoff entworfen. Mit dem America’s-Cup-Skipper Charlie Barr segelte sie in 37 Jahren in vielen Regatten sehr erfolgreich gegen Yachten wie die Britannia des englischen Königs Georg V., Lulworth und Meteor II des deutschen Kaisers Wilhelm II.
Die Eleonora wurde auf der niederländischen Werft Van der Graaf BV in Hardinxveld-Giessendam gebaut und lief am 31. März 2000 vom Stapel. Beim Ausbau der Replika wurde vom holländischen Eigner Ed Kastelein Wert auf höchsten Luxus und Komfort gelegt. Sie nahm sehr erfolgreich an einer Reihe von Segelregatten für klassische Yachten teil und wurde hauptsächlich im Chartergeschäft in der Karibik und im Mittelmeer eingesetzt (Wochenrate: 53.000–70.000 €).
Eleonora wurde am 10. Juni 2022 im Hafen Port Tárraco, in Tarragona am Hafenkai liegend von einem Versorger gerammt und ist gesunken. Die Hafenbehörde erklärte, dass der Motor des Versorgers beim Rückwärtsfahren blockiert habe. Ihre neun Besatzungsmitglieder, darunter der Kapitän, waren zum Zeitpunkt des Unfalls an Bord blieben aber unverletzt. Die Yacht lag mehrere Wochen lang im Hafen unter Wasser. Im September 2022 fand drei Wochen lang eine Bergungsaktion statt, bei der sie zur PTW-Werft in Tarragona verlegt wurde. Man versuchte die Yacht zu retten. Die Schäden waren durch das Wasser zu hoch und man entschied sich, Eleonora auf einer Abwrackwerft in Vinaròs zu verschrotten.